# Grand Prix Pino Cerami 2017
Le Grand Prix Pino Cerami 2017 est la 51e édition de cette course cycliste masculine sur route. Il a eu lieu le 19 juillet 2017, principalement dans la province de Hainaut, en Belgique. Elle fait partie du calendrier UCI Europe Tour 2017 en catégorie 1.1. Il est remporté par le Belge Wout van Aert.

## Présentation
Le Grand Prix Pino Cerami connaît sa 51e édition en 2017. Il est organisé par l'association sans but lucratif Le Cerami.

### Parcours
Le départ est donné à Saint-Ghislain et l'arrivée est jugée à Frameries, après 199,6 km. Après Saint-Ghislain, le parcours se dirige vers le nord, passant par les communes de Beloeil, Ath, jusqu'à Flobecq où sont situées les côtes de La Houppe (km 45,5), Les Plachettes (km 50,4). Une incursion en Flandre-Orientale permet d'emprunter les deux côtes suivantes, le mur de Grammont (km 63) et le Denderoordberg (km 68,3). La course revient vers le sud, passant par le Bois d’Erbisoeul (km 108,7), dernière côte de la course, et Saint-Ghislain, puis entre dans le circuit final au 149e kilomètres. Après le premier passage sur la ligne d'arrivée, trois tours de ce circuit de 13,8 km autour de Frameries sont effectués.

### Équipes
Classé en catégorie 1.1 de l'UCI Europe Tour, le Grand Prix Pino Cerami est par conséquent ouvert aux WorldTeams dans la limite de 50 % des équipes participantes, aux équipes continentales professionnelles, aux équipes continentales et aux équipes nationales.
Vingt-deux équipes participent à ce Grand Prix Pino Cerami - quatre WorldTeams, neuf équipes continentales professionnelles et neuf équipes continentales :
| UCI WorldTeams    | UCI WorldTeams | UCI WorldTeams |
| Nom de l'équipe   | Pays           | Code           |
| ----------------- | -------------- | -------------- |
| BMC Racing        | États-Unis     | BMC            |
| Quick-Step Floors | Belgique       | EQS            |
| FDJ               | France         | FDJ            |
| Lotto-Soudal      | Belgique       | LTS            |

| Équipes continentales professionnelles | Équipes continentales professionnelles | Équipes continentales professionnelles |
| Nom de l'équipe                        | Pays                                   | Code                                   |
| -------------------------------------- | -------------------------------------- | -------------------------------------- |
| Fortuneo-Vital Concept                 | France                                 |                                        |
| Roompot-Nederlandse Loterij            | Pays-Bas                               |                                        |
| Sport Vlaanderen-Baloise               | Belgique                               |                                        |
| Wanty-Groupe Gobert                    | Belgique                               |                                        |
| Direct Énergie                         | France                                 |                                        |
| WB-Veranclassic-Aqua Protect           | Belgique                               |                                        |
| Verandas Willems-Crelan                | Belgique                               |                                        |
| Aqua Blue Sport                        | Irlande                                |                                        |
| Gazprom-RusVelo                        | Russie                                 |                                        |

| Équipes continentales          | Équipes continentales | Équipes continentales |
| Nom de l'équipe                | Pays                  | Code                  |
| ------------------------------ | --------------------- | --------------------- |
| Roubaix Lille Métropole        | France                |                       |
| T.Palm-Pôle Continental Wallon | Belgique              |                       |
| Pauwels Sauzen-Vastgoedservice | Belgique              |                       |
| Wiggins                        | Royaume-Uni           |                       |
| AGO-Aqua Service               | Belgique              |                       |
| Armée de Terre                 | France                |                       |
| IsoWhey Sports-Swiss Wellness  | Australie             |                       |
| Leopard                        | Luxembourg            |                       |
| Lotto-Kern-Haus                | Allemagne             |                       |

### Primes
Les prix suivants sont attribués aux vingt premiers coureurs classés, pour un total de 14 477 €. Une prime de 250 euros pour le vainqueur du prix de monts s'y ajoute.
| Position | 1er     | 2e      | 3e      | 4e    | 5e    | 6e    | 7e    | 8e    | 9e    | 10e à 20e |
| Prix     | 5 785 € | 2 895 € | 1 445 € | 715 € | 580 € | 433 € | 433 € | 287 € | 287 € | 147 €     |

## Déroulement de la course
Rémi Cavagna (Quick Step Floors), Gaëtan Pons (Leopard Pro Cycling) et Jimmy Raibaud (Armée de Terre), rejoints ensuite par Dylan Kowalski (Roubaix-Lille Métropole), forment une première échappée après une trentaine de kilomètres et sont repris par le peloton au mur de Grammont.
Après plus de 80 km de course, Jean-Pierre Drucker (BMC) et Wout van Aert (Vérandas Willems-Crelan) s'échappent à leur tour puis sont rejoints par Dries Devenyns (Quick-Step Floors) et Benjamin Thomas (Armée de Terre). Ils creusent une avance maximale de cinq minutes, qui décroît à deux minutes et demie à cinquante kilomètres de l'arrivée. Malgré la poursuite menée par les équipes Lotto-Soudal et WB-Veranclassic-Aqua Protect, le peloton ne les rattrape pas. Dans le faux-plat montant où se situe l'arrivée, van Aert s'impose au sprint devant Drucker et Devenyns. Le peloton arrive 25 secondes plus tard. Timothy Dupont, coéquipier de van Aert chez Verandas Willems-Crelan, y devance Roy Jans pour prendre la quatrième place.

## Classements

### Classement de la course
La course est remportée par le Belge Wout van Aert.
| Classement | Classement          | Classement | Classement                   | Classement         |
|            | Coureur             | Pays       | Équipe                       | Temps              |
| ---------- | ------------------- | ---------- | ---------------------------- | ------------------ |
| 1er        | Wout van Aert       | Belgique   | Verandas Willems-Crelan      | en 4 h 33 min 56 s |
| 2e         | Jean-Pierre Drucker | Luxembourg | BMC Racing                   | m.t.               |
| 3e         | Dries Devenyns      | Belgique   | Quick-Step Floors            | m.t.               |
| 4e         | Benjamin Thomas     | France     | Armée de Terre               | + 4 s              |
| 5e         | Timothy Dupont      | Belgique   | Verandas Willems-Crelan      | + 25 s             |
| 6e         | Roy Jans            | Belgique   | WB-Veranclassic-Aqua Protect | + 25 s             |
| 7e         | Maxime Daniel       | France     | Fortuneo-Oscaro              | + 25 s             |
| 8e         | Dylan Teuns         | Belgique   | BMC Racing                   | + 25 s             |
| 9e         | Thibault Ferasse    | France     | Armée de Terre               | + 25 s             |
| 10e        | Loïc Vliegen        | Belgique   | BMC Racing                   | + 25 s             |
| modifier   |                     |            |                              |                    |

### UCI Europe Tour
Ce Grand Prix Pino Cerami attribue des points pour l'UCI Europe Tour 2017, par équipes seulement aux coureurs des équipes continentales professionnelles et continentales, individuellement à tous les coureurs sauf ceux faisant partie d'une équipe ayant un label WorldTeam.
| Position,          | 1er | 2e | 3e | 4e | 5e | 6e | 7e | 8e | 9e | 10e | 11e | 12e | 13e à 15e | 16e à 25e |
| Classement général | 125 | 85 | 70 | 60 | 50 | 40 | 35 | 30 | 25 | 20  | 15  | 10  | 5         | 3         |